# La Bataille du riz (Lucky Luke)
Pour les articles homonymes, voir La Bataille du riz.
La Bataille du riz est la cinquante-quatrième histoire de la série Lucky Luke par Morris (dessin) et René Goscinny (scénario). Elle est publiée pour la première fois dans le no 4 du journal Super Pocket Pilote.
Sous le même titre La Bataille du riz, il s'agit aussi d'un album offert par le réseau Total en 1972 et compilant quatre histoires courtes.

## Univers

### Synopsis
Dans la ville de Nothing Gulch (Far West) s'installe un restaurateur chinois. Mais un de ses compatriotes vient lui faire concurrence… à coups de revolver et de canon. La ville est plongée dans le chaos par les bagarres des deux chinois et démolissent plusieurs bâtiments dans le processus (y compris leurs propres restaurants). Luke tente de calmer le jeu puis de les départager pour savoir lequel doit rester en ville. Finalement, les deux compatriotes décident de s'associer et de fonder un restaurant en commun. Mais après le départ de Luke, ils voient un restaurateur japonais s'installer.

### Personnages
- Lucky Luke, cow-boy
- Tchong Yen Li, restaurateur
- Sung Poo Yang, restaurateur
- Jolly Jumper, cheval

## Publication

### AlbumTotal, 1972
En 1972, la société Total offre gratuitement aux voyageurs de la route en France un album intitulé « La Bataille du riz » ; l'album, couverture souple, comprend quatre récits :
- Promenade dans la ville
- Défi à Lucky Luke
- Arpèges dans la vallée
- La Bataille du riz

Cet album est réédité en 2012 avec les tomes 40 et 41 de la seconde série dans le tome 24 de l'intégrale de Lucky Luke.